# The Press
The Press est un quotidien d'information publié à Christchurch en Nouvelle-Zélande depuis 1861, et contrôlé par Fairfax Media. Il est passé du grand format au format tabloïd de grande qualité en 2018, seule l'édition du samedi conservant l'ancien format.

## Histoire

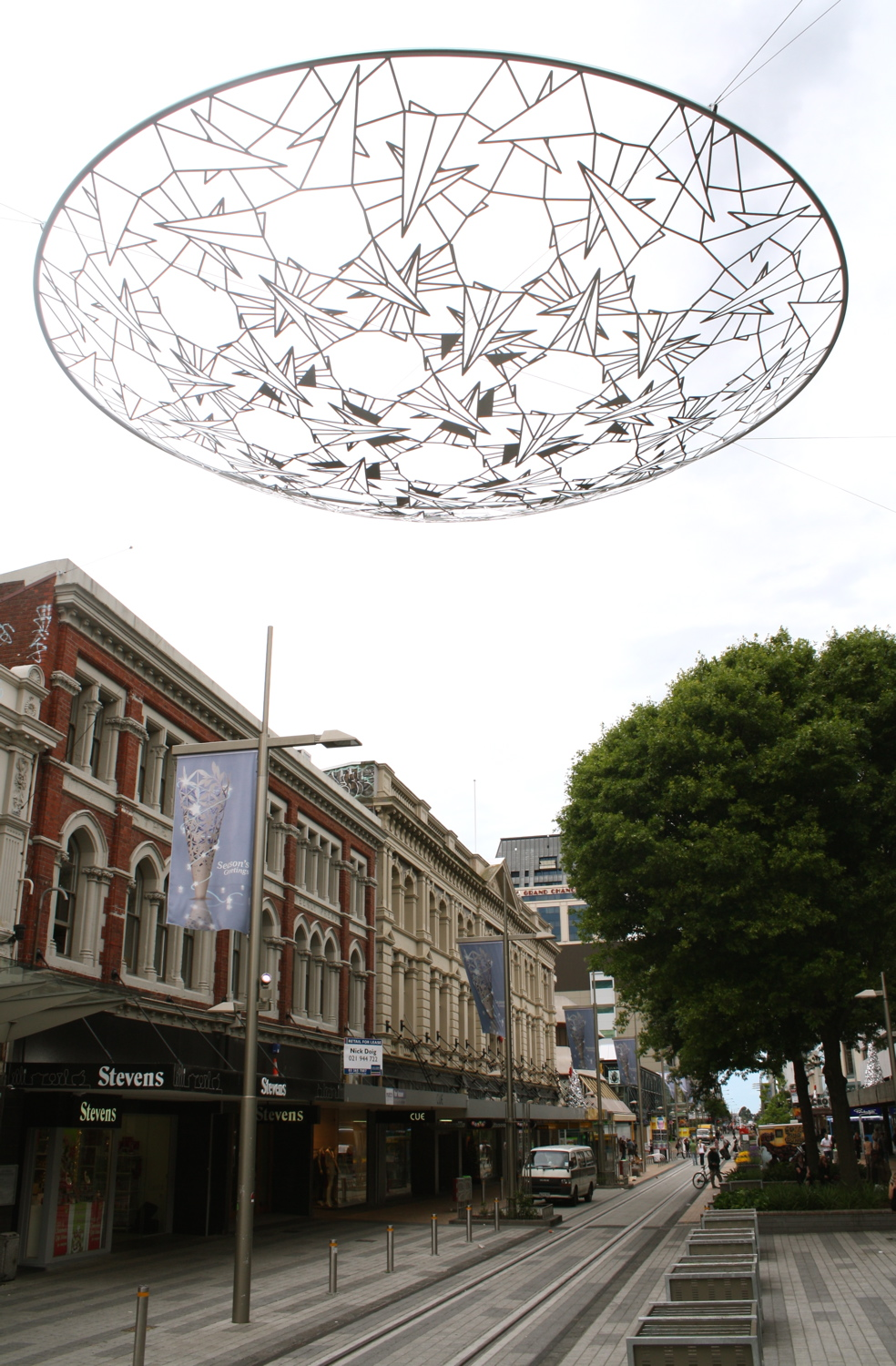
Ancien bâtiment de presse à Cashel Street, utilisé par le journal jusqu'en 1908.

James FitzGerald, venu à Lyttelton à bord du navire Charlotte Jane en Décembre en 1850, est le premier éditeur du Lyttelton Times, premier journal du Canterbury. À partir de 1853, il se consacre à la politique et quitte le Lyttelton Times. Après de nombreuses années en Angleterre, il retourne dans le Canterbury car il se sent concerné par le programme de travaux planifiés par le gouvernement provincial. Sa principale préoccupation est le projet de tunnel ferroviaire reliant Chistchurch et Lyttelton, qu'il considère comme fiscalement risqué, mais qui est soutenu par son ancien journal the Lyttelton Times. L'éditeur du journal, Crosbie Ward lui reproche alors de ne pas connaître le sujet, ce qui pousse FitzGerald à créer un journal concurrent, The Press.
FitzGerald dîne avec John Charles Watts-Russel, qui investit 500 £ à condition que FitzGerald accepte de prendre la tête du journal. Ensuite, il enregistre le soutien du révérend John Raven, qui organise certains des aspects pratiques, comme l'impression du journal. Les autres membres du premier comité qui ont organisé The Press sont H. P. Lance, Henry Trancred, et Richard J. S. Harman ; tous appartiennent à la petite noblesse coloniale.
The Press a été publié la première fois le 25 mai 1861 dans une petite villa, faisant ainsi de lui le plus vieux journal de l'Île du Sud de la Nouvelle-Zélande. Le cottage appartient à Raven, sur une propriété connue sous le nom d'« enclos de Raven » sur le côté ouest de la rue de Montréal, entre les rues Worcester et Gloucester, en face de l'actuelle galerie d'art de Christchurch. La première édition est un tabloïd hebdomadaire de 6 pages vendu pour 6 pence. Le public considère FitzGerald comme le propriétaire de The Press, mais le journal juge important de publier qu' « il est inexact que Monsieur FitzGerald ait un quelconque lien financier ou officiel » avec lui; quoi qu'il en soit il est le moteur du journal.
En février 1862, une tentative a lieu pour constituer une société et officialiser la propriété du journal. Un acte d'association des « Propriétaires de The Press » est rédigé, et dresse la liste les cinq membres du précédent comité (Watts-Russel, Raven, Lance, Trancred, et Harman), plus cinq nouveaux membres : Alfred Richard Creyke, John Hall, Joseph Brittan, Isaac Thomas Cookson et James Somerville Turnbull. Étonnamment, l'acte n'est pas exécuté, mais quatre mois après, FitzGerald, qui n'a pas de fonds, devient le propriétaire unique « grâce à la libéralité des propriétaires », comme il le dira plus tard.
Le 13 juin 1863, la première partie du roman Erewhon de Samuel Butler est publié dans The Press, dans un article signé du pseudonyme « Cellarius » et intitulé « Darwin parmi les machines ». En 1905, The Press achète un local dans l'immeuble de Cathedral Square pour 4.000 £. Le Conseil achète ensuite le droit de passage (Press Lane) et ce qui allait devenir le site original du théâtre Royal au syndicat du théâtre royal pour 5000. La partie gothique du Press building (occupé par la société du journal jusqu'à février 2011) commence à être construite en 1907 et le personnel du journal quitte les locaux de Cashel Street et y emménage en février 1909.
Dans les années 1930, The Press commence à chercher des solutions pour accélérer le délai de livraison du journal sur la côte ouest. Les routes sont difficiles, et la compagnie de chemin de fer de Nouvelle-Zélande ne souhaite pas modifier les horaires de ses trains passagers pour s'adapter aux horaires très matinaux souhaités par The Press. La clientèle de The Press n'aurait pas été rentable et les trains de marchandises n'étaient pas assez rapides. En conséquence, The Press était prêt à subventionner la construction et le fonctionnement de deux autorails diesel Leyland pour apporter les journaux par voies ferrées à l'heure désirées. Ces petits autorails commencent à circuler le 3 août 1936 et quittent Christchurch à 2h20 du matin, en suivant la ligne de Midland ; ils arrivent à Greymouth à 6h40 du matin et ensuite continuent le long de Ross Branch jusqu'à Hokitika, où ils arrivent juste avant 8h du matin. Cela a permis d'accélérer considérablement le délai de livraison. Cependant, ces autorails étaient temporaires et ont été remplacés par des autorails plus grands de modèle Vulcan dès qu'ils ont été disponible en Nouvelle Zélande au début des années 40.
En février 2011, le bâtiment principal de The Press est terriblement endommagé par le tremblement de terre de Christchurch en 2011. Toutes les éditions sont alors faites dans les imprimeries près de l'aéroport de Christchurch jusqu'en juin 2012, quand le bâtiment du centre ville de Christchurch est partiellement rénové et amélioré. Ce fut l'un des premiers bâtiments du centre d'affaire de Christchurch à être rénové et opérationnel.

## Aujourd'hui

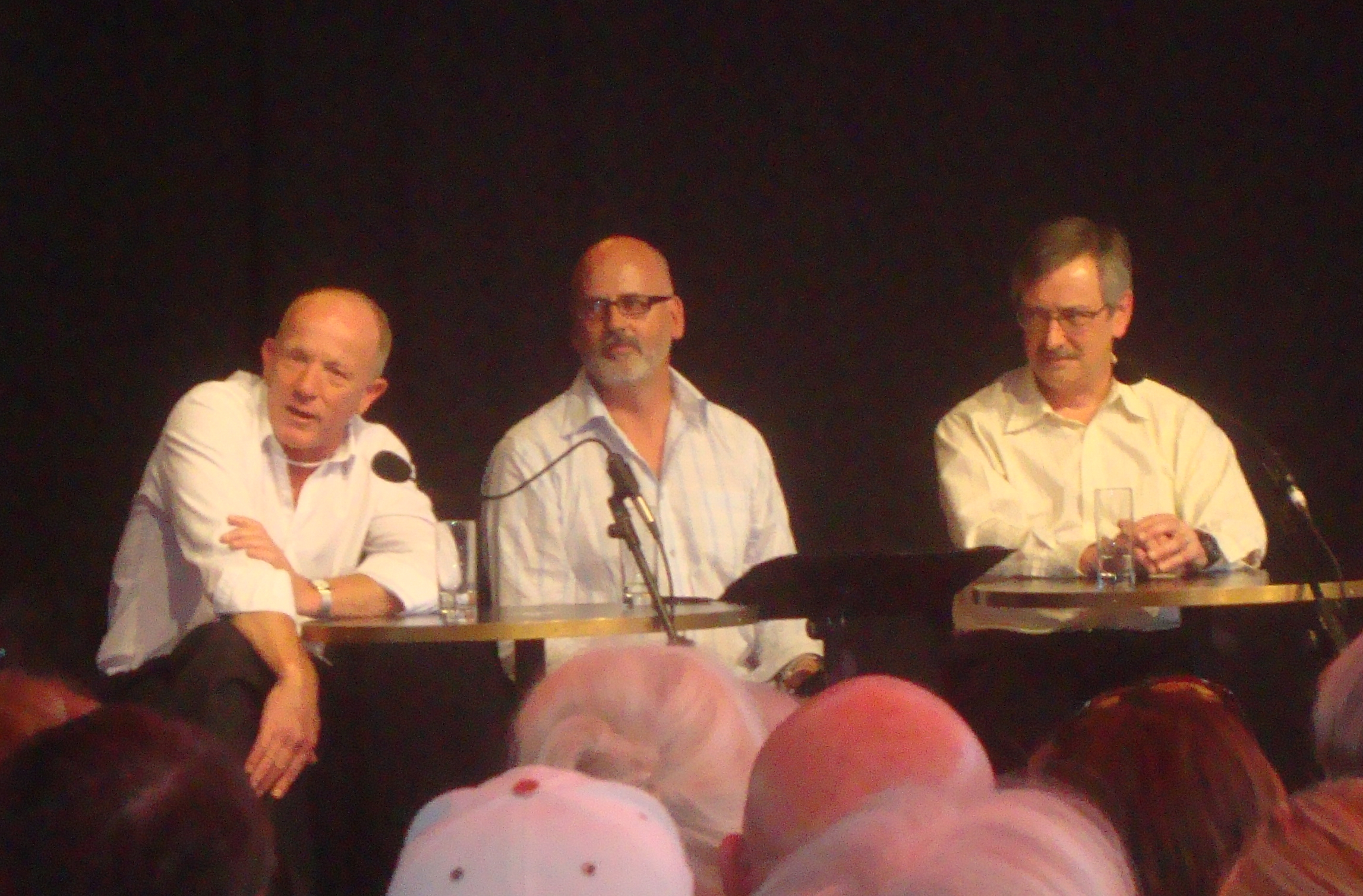
Joe Bennett (gauche), Andrew Holden (ancien rédacteur en chef), et Rod Oram.

Le journal est le quotidien le plus largement diffusé dans le Sud de l'île du Lundi au Samedi. Les journaux — Mid Canterbury Herald, The Christchurch Mail, Northern Outlook et Central Canterbury News — sont aussi publiés par The Press et sont gratuits.
Aujourd'hui, le journal est l'un des quatre principaux quotidiens, circulant parmi plus de 80 000 journaux par jour à travers l'Île du Sud.
The Press remporte le prix du meilleur journal de la Nouvelle-Zélande et aussi celui du meilleur journal quotidien avec une diffusion de plus de 25 000 exemplaires au Qantas Media Award en 2006 et gagne à nouveau le même prix en 2007. C'est la première fois depuis 1999 qu'un journal néo-zélandais réalise cet exploit. Il a également gagné d'autres prix y compris celui du « meilleur-dans-son domaine » pour ses rubriques automobiles et énergie.
En 2011, The Press gagne le prix de la meilleure conception au concours Canon Média, et celui du meilleur reportage d'actualité pour le site thepress.co.nz et pour sa couverture du tremblement de terre de Christchurch le 22 février. The Press est également le journal de l'année au prix PANPA pour la catégorie 25.000 - 90.000 exemplaires. En même temps que d'autres parutions de Fairfax Media, The Press change le format de ses éditions de la semaine passant d'un journal à grand format à un format tabloïd le 30 avril 2018, seule l'édition du samedi a conservé le grand format.

## Devise
La devise sur le bandeau est — « Nihil utile quod non honestum » traduit par « Rien est utile qui n'est pas honnête ». Comme The Age en Australie, le bandeau montre les armoiries Royales.

## Rédacteurs en chef
Les rédacteurs en chef suivants ont été :
- 1861 : George Sale
- 1861–1868 : Joseph Colborne-Veel
- 1868 : Charles Purnell[14]
- 1868–1878 : Joseph Colborne-Veel (deuxième période)
- 1878–1894 : John Steele Guthrie
- 1894–1919 : Michael Cormac Keane
- 1919–1929 : William Henry Triggs
- 1929–1932 : Oliver Duff
- 1932–1957 : Pierce Hugo Napier Freeth
- 1957–1973 : Arthur Rolleston Cant
- 1973–1978 : Norman Macbeth
- 1978–1990 : Binney Lock[15]
- 1990–1997 : David Wilson
- 1997 : Bruce Baskett
- 1997–2001: Tim Pankhurst[16]
- 2001–2007 : Paul Thompson[17]
- 2007–2012 : Andrew Holden[18]
- 2012–2017 : Joanna Norris
- 2017–à nos jours : Kamala Hayman